# Salacia kraussii
Salacia kraussii är en benvedsväxtart som först beskrevs av William Henry Harvey, och fick sitt nu gällande namn av William Henry Harvey. Salacia kraussii ingår i släktet Salacia och familjen Celastraceae. Inga underarter finns listade.